# Swetlana Alexandrowna Fedossejewa
Swetlana Alexandrowna Fedossejewa (russisch Светлана Александровна Федосеева; * 6. August 1936 in Wladiwostok; † 30. Juni 2017 in Jakutsk) war eine sowjetisch-russische Prähistorikerin und Hochschullehrerin.

## Leben
Fedossejewa, Tochter des Jagdfliegers Alexander Alexejewitsch Fedossejew, studierte an der Universität Kiew in der Historisch-Philologischen Fakultät. Seit 1954 hatte sie an archäologischen Expeditionen in der Ukraine teilgenommen. 1957 untersuchte sie mit der von Alexei Okladnikow geleiteten Angara-Expedition Petroglyphen der Jungsteinzeit, Bronzezeit und frühen Eisenzeit im Angara- und Lena-Becken. Zum Abschluss des Studiums verteidigte sie 1958 mit Erfolg ihre Diplom-Arbeit über ostsibirische Petroglyphen.
Im Anschluss an das Studium wurde Fedossejewa wissenschaftliche Mitarbeiterin des Jakutischen Instituts für Sprache in Jakutsk. Ab 1959 leitete sie eine Expedition zur Erforschung des Gebiets des geplanten Wiljui-Stausees.
Zusammen mit ihrem Mann Juri Motschanow entdeckte Fedossejewa am Aldan 1963 eine vielschichtige Fundstätte, in der zum ersten Mal in Nordasien alle Perioden der Geschichte der letzten 10.000 Jahre untersucht werden konnten. 1965 verteidigte sie an der Universität Nowosibirsk ihre Dissertation über die prähistorische Kultur am oberen Wiljui mit Erfolg für die Promotion zur Kandidatin der historischen Wissenschaften.
Ab 1972 leitete Fedossejewa das Laboratorium für Archäologie des Jakutischen Instituts für Sprache. Sie verteidigte 1984 mit Erfolg ihre Doktor-Dissertation über die jungsteinzeitliche und bronzezeitliche Ymyjachtachskaja-Kultur (2200–1300 v. Chr.) in Nordostasien für die Promotion zur Doktorin der historischen Wissenschaften. Ab 1990 leitete sie die Abteilung für Archäologie und Paläoökologie des Menschen des Instituts für Sprache. In den Jahren 1992–1994 hielt sie Vorlesungen an US-amerikanischen und kanadischen Hochschulen. 2000 entdeckte sie eine mittelaltsteinzeitliche Fundstätte am Wiljui.
Fedossejewa wurde 2004 Direktorin des Zentrums für arktische Archäologie und Paläoökologie des Menschen der Akademie der Wissenschaften der Republik Sacha.